# فرایند شکل‌دهی دمشی
فرایند شکل‌دهی دمشی فرایند اعمال فشار گاز به یک سمت ورق است که ورق را به قالب فشار داده و شکل می‌دهد. در این فرایند، قالب و ورق معمولاً تا درجه حرارت شکل‌دهی گرم می‌شوند و فشار گاز اعمال شده به ورق باعث می‌شود که ورق فرم قالب را بگیرد.